# 카를로 보솔리
카를로 보솔리(이탈리아어: Carlo Bossoli, 1815년 12월 6일~1884년 8월 1일) 는 스위스 태생의 이탈리아 화가이자 석판화가로, 리소르지멘토와 관련된 역사화를 그린 것으로 가장 잘 알려져 있다.

## 생애
그의 아버지는 이탈리아 출신의 석공으로 스위스에서 일했다. 1820년에 그의 가족은 일자리를 얻기 위해 우크라이나 오데사로 이주했다. 그는 1826년까지 카푸친회에서 공부했다. 졸업 후 그는 골동품 서적과 판화를 판매하는 가게에서 일했으며 그 가게에서 그림을 그리기 시작했다. 1828년에 그는 오데사 오페라에 고용되어 스칼라 극장에서 알레산드로 산퀴리코의 지도를 받은 무대 디자이너인 리날도 난니니(Rinaldo Nannini)의 조수로 일하게 되었다. 보솔리는 1833년부터 자신의 그림을 판매하기 시작했다. 그의 아버지는 3년 후에 사망하였고 그는 어머니와 누이, 그리고 그녀의 사생아의 유일한 부양자가 되었다.
다행히도 그의 작품은 미하일 보론초프 왕자의 관심을 끌었고, 그는 보솔리에게 오데사의 풍경을 여러 점 그려 달라고 의뢰했다. 엘리자베타 공주는 그의 능력에 감명을 받아 1839년부터 1840년까지 그가 이탈리아에서 공부할 수 있도록 도와주었다. 그는 주로 나폴리와 로마에 머물렀으며, 템페라와 과슈에 특별한 관심을 기울였고, 그곳에 살고 있던 많은 영국 예술가들과 교류했다. 그는 1840년에 돌아와 보론초프 영지의 해안 휴양지인 알룹카에 정착했다.

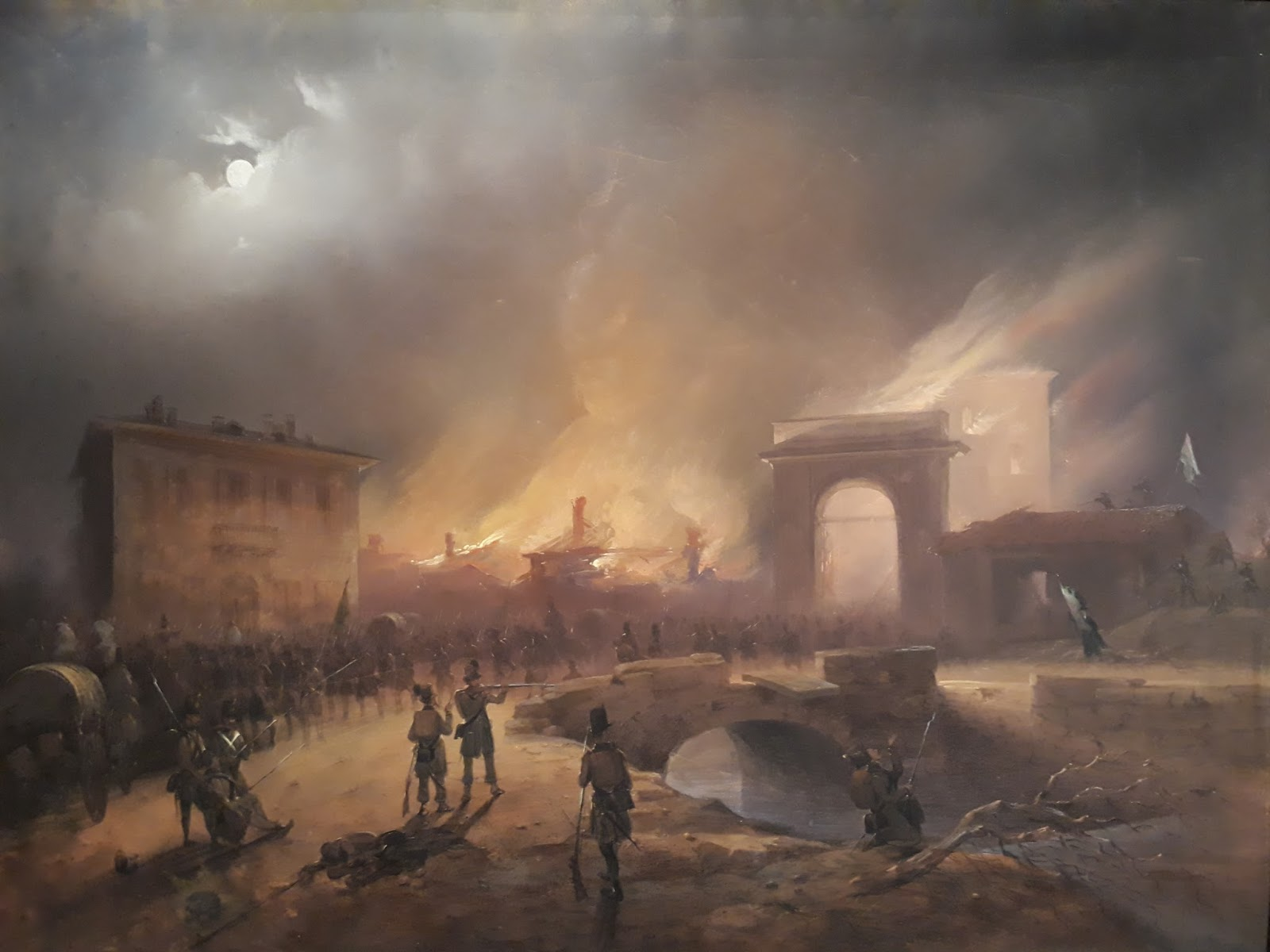
《밀라노의 5일》

1844년, 그는 병약했던 어머니의 요청으로 밀라노로 이사하여 그곳에 스튜디오를 열었다. 1848년에 그는 '밀라노의 5일'과 관련한 유명한 그림을 그렸다. 그의 어머니는 이듬해에 사망했지만 그는 1853년까지 밀라노에 머물렀고, 그 해 오스트리아에 대한 반란이 실패로 돌아가자 밀라노에서 토리노로 도피하게 되었다. 그는 토리노에 거주하며 영국, 프랑스, 스페인, 모로코, 독일, 스칸디나비아를 여행했다.
그 당시 그는 크림반도의 풍경과 크림 타타르인의 관습을 보여주는 그림 앨범을 제작했는데, 이 앨범은 런던의 '빈센트 브룩스 Day & Son'이라는 이름의 석판 인쇄 회사에서 출판되었다. 이 앨범은 당시 크림 전쟁에 대한 대중의 관심으로 인해 매우 인기를 얻었다. 1859년에 이 회사는 보솔리에게 제2차 이탈리아 독립 전쟁을 묘사한 일련의 석판화 제작을 의뢰했고 이는 "이탈리아 전쟁"이라는 제목으로 출판되었다.
그 앨범을 본 몬페라토 공작 오도네 왕자는 그에게 피에몬테 군대를 따라가서 그 군사 작전을 그림으로 기록하라는 임무를 내렸다. 그 결과 150점의 템페라 그림 앨범이 탄생했고, 왕자는 그를 "우리 역사의 화가"로 선언했다. 이때 그는 열병에 걸려서 그림 그리는 횟수가 급격히 떨어졌다. 그는 자신의 집을 보론초프 궁전과 비슷하게 장식하는 데 시간을 보냈다.
1883년, 68세의 나이에 그는 겨우 21세였던 아델레이드 드 카롤리스(Adelaide De Carolis)라는 여성과 결혼했다. 이 결혼은 일반적으로 재정적인 합의에 의한 결혼으로 여겨졌다. 그 다음 해에 그는 심장마비로 사망했으며 루가노에 안장되었다. 토리노의 한 거리는 그의 이름을 따서 명명되었다.

## 작품

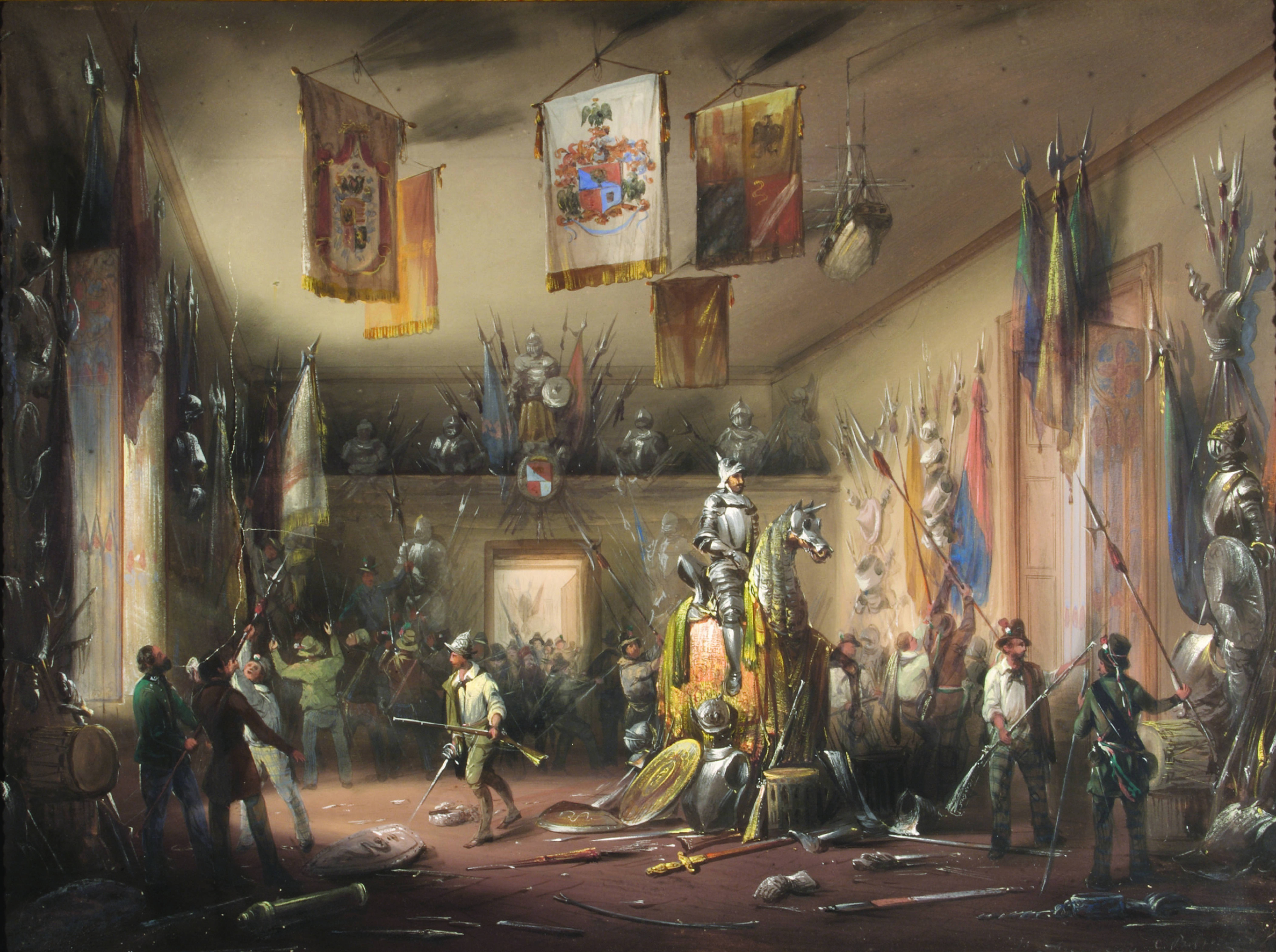
《혁명가들에 의해 습격당한 우발도 가문의 무기고》, 1848년
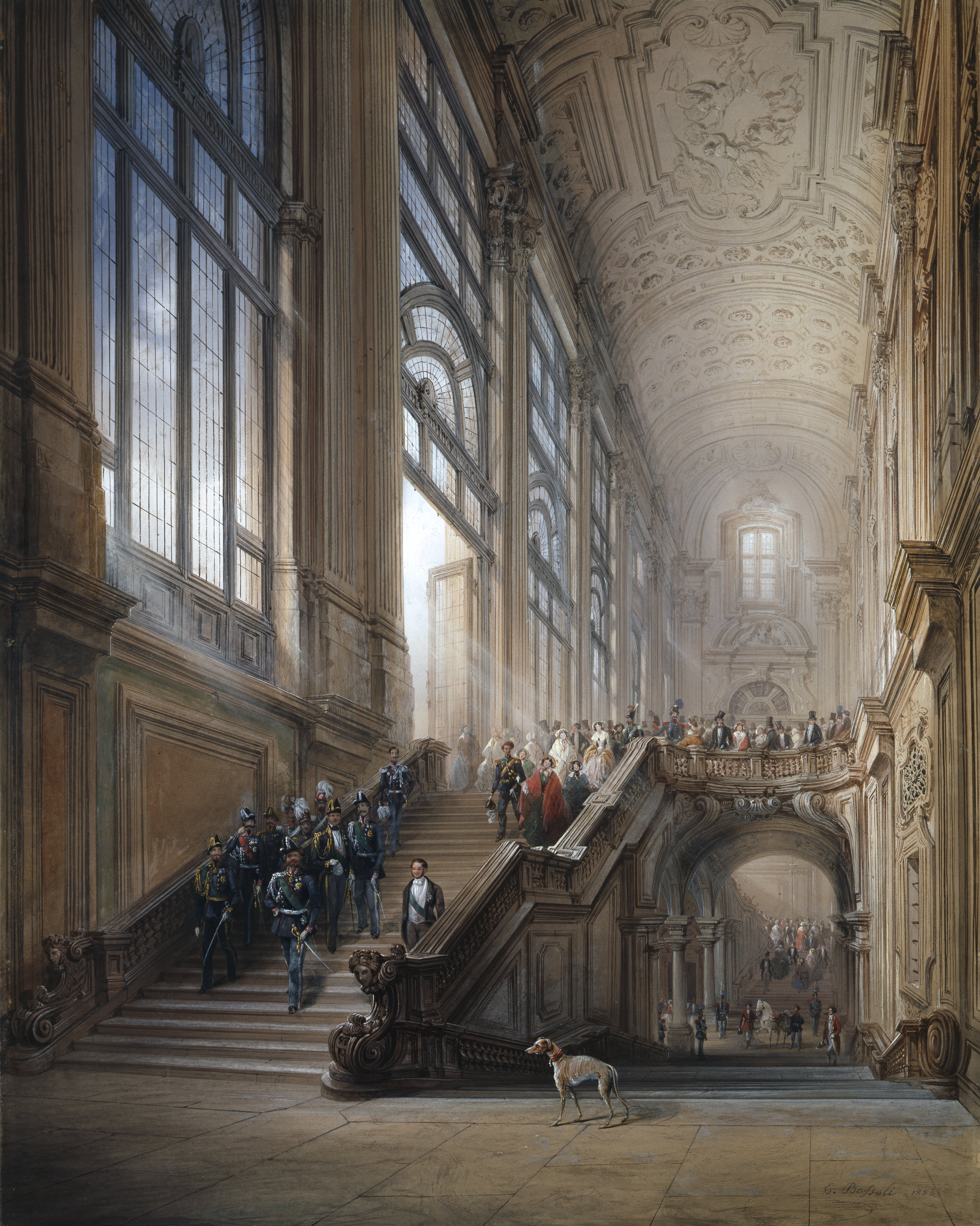
세나토 수발피노(Senato Subalpino) 개막식에 참석한 비토리오 에마누엘레 2세 국왕과 카밀로 카보우르, 1853년
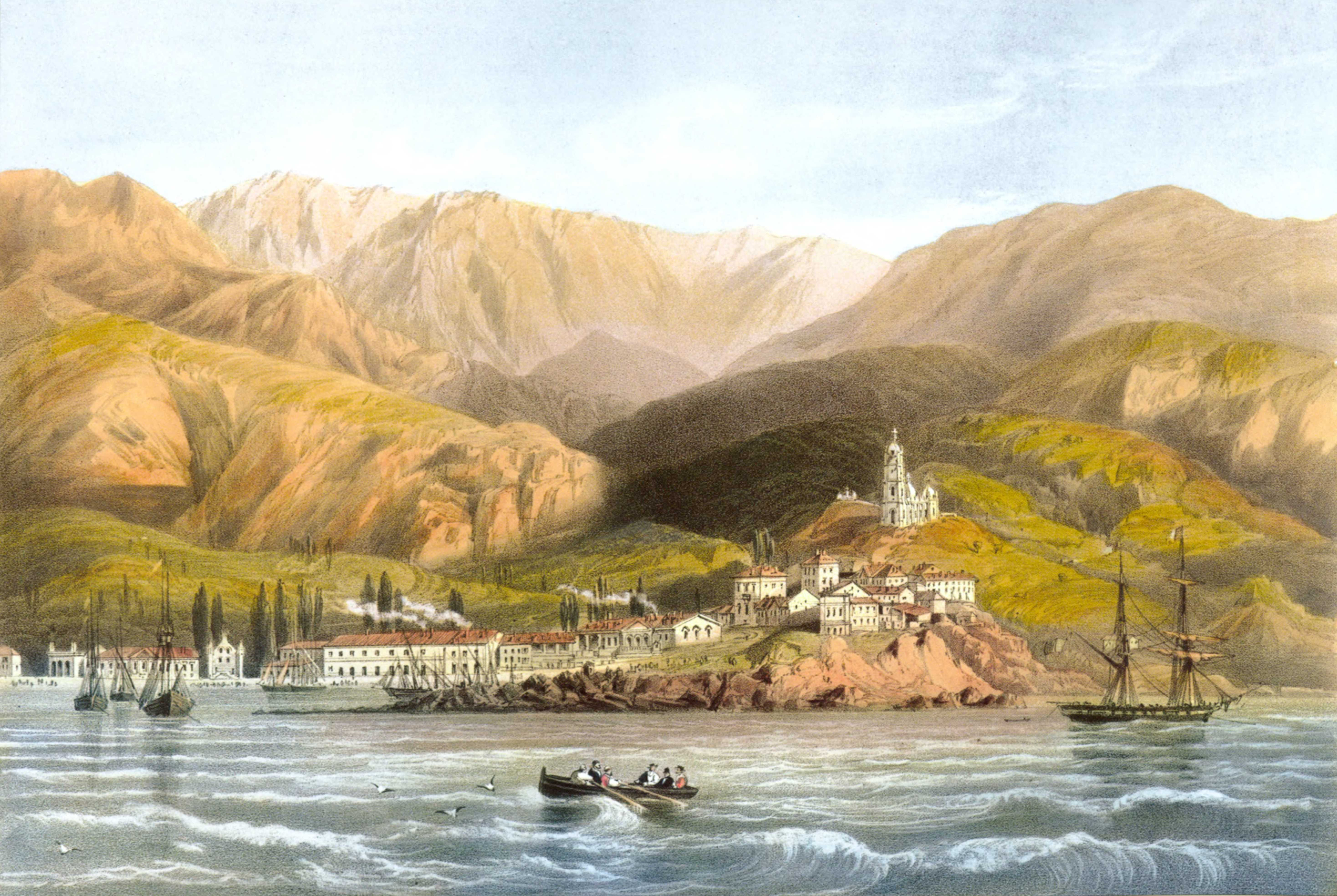
《얄타》, 1856년
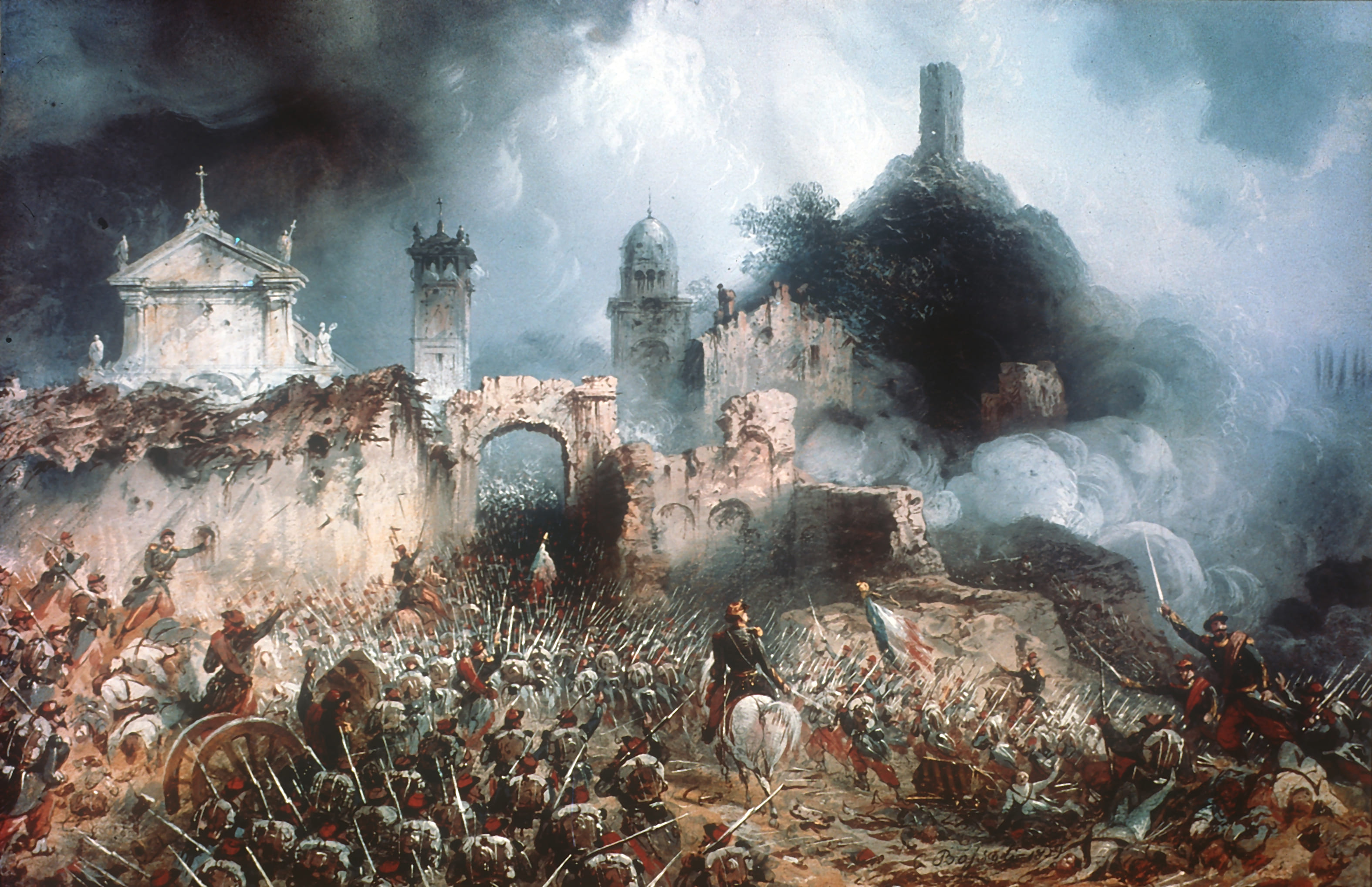
《솔페리노 전투》, 1859년
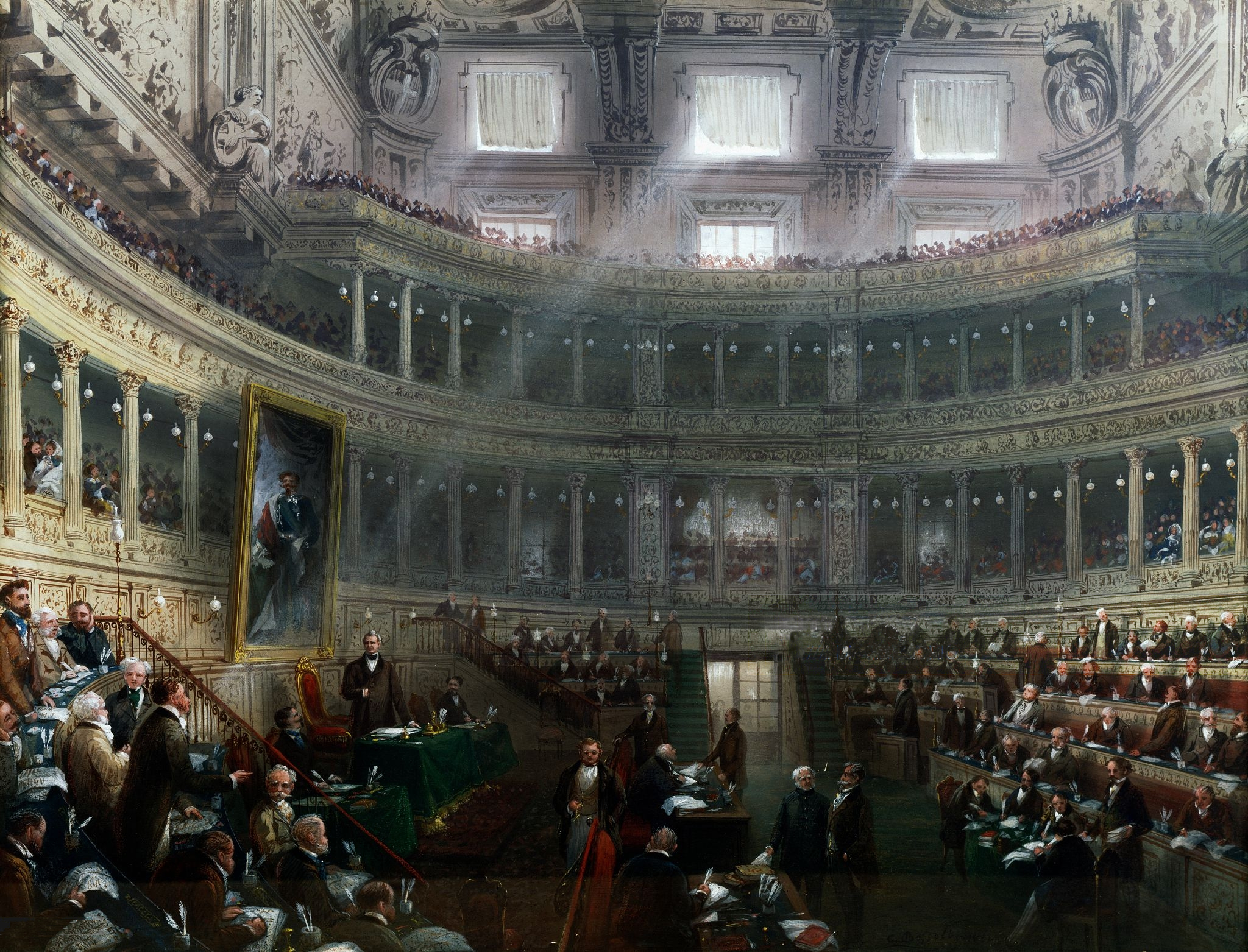
체사레 알피에리 소스테뇨가 주재한 마다마궁에 있는 사르데냐 왕국의 상원 의회, 1860년

## 참고 문헌
- Ugo Donati; La guerra del Cinquantanove nei disegni di Carlo Bossoli, 1815 - 1884, pittore ticinese, Banco di Roma per la Svizzera, 1959
- Cinquant'anni di vita europea nei disegni e nei dipinti di Carlo Bossoli (exhibition catalog) Tipografia Torinese, 1974
- Rosanna Maggio Serra and Ada Peyrot; Carlo Bossoli: cronache pittoriche del Risorgimento (exhibition catalog)  Museo Nazionale del Risorgimento Italiano, 1985
- Cristina Vernizzi; Carlo Bossoli: cronache pittoriche del Risorgimento (1859-1861) nella Collezione di Eugenio di Savoia, Principe di Carignano, Artema, 1998 ISBN 88-8052-010-5